# Louis Gabrillargues
Louis Gabrillargues (ur. 16 czerwca 1914 w Montpellier, zm. 30 listopada 1994 w Saint-Bauzille-de-Putois) – francuski piłkarz i trener, reprezentant kraju, grający na pozycji pomocnika.

## Kariera klubowa
Gabrillargues dorastał w Montpellier. Grę na profesjonalnym poziomie rozpoczął w 1933 w zespole FC Sète. Jego pierwszy rok w sporcie zawodowym obfitował w największe sukcesy, ponieważ zdobył mistrzostwo kraju z Sète w 1934. Dotarł także do finału Pucharu Francji, który on i jego koledzy z drużyny wygrali dzięki zwycięstwu 2:1 z Olympique Marsylia.
Przez 4 lata w Sète zagrał łącznie w 107 spotkaniach, w których 7 razy pokonywał bramkarzy rywali. W 1937 przeniósł się do ligowego rywala Excelsior Roubaix. Rok później odszedł do FC Sochaux-Montbéliard. Kolejnym zespołem w karierze Gabrillarguesa było SR Colmar. Wybuch II wojny światowej oznaczał przerwanie rozgrywek ligowych we Francji.
W 1940 Nîmes Olympique, sprowadził go do swojego zespołu i umożliwił udział w nieoficjalnie wciąż odbywających się mistrzostwach. Od 1942 roku pełnił funkcję zawodnika-trenera, jednocześnie kontynuując karierę piłkarską. W sezonie 1945/46 występował w drugiej lidze z Nîmes. Po tym sezonie zakończył karierę piłkarską.
| Sezon   | Klub                   | Kraj    | Rozgrywki         | Mecze | Bramki |
| ------- | ---------------------- | ------- | ----------------- | ----- | ------ |
| 1933/34 | FC Sète                | Francja | Première Division | 25    | 0      |
| 1934/35 | FC Sète                | Francja | Première Division | 30    | 1      |
| 1935/36 | FC Sète                | Francja | Première Division | 26    | 5      |
| 1936/37 | FC Sète                | Francja | Première Division | 26    | 1      |
| 1937/38 | Excelsior Roubaix      | Francja | Première Division | 15    | 2      |
| 1938/39 | FC Sochaux-Montbéliard | Francja | Première Division | 5     | 0      |
| 1939/40 | SR Colmar              | Francja |                   |       |        |
| 1940/41 | Nîmes Olympique        | Francja |                   |       |        |
| 1941/42 | Nîmes Olympique        | Francja |                   |       |        |
| 1942/43 | Nîmes Olympique        | Francja |                   |       |        |
| 1943/44 | Nîmes Olympique        | Francja |                   |       |        |
| 1944/45 | Nîmes Olympique        | Francja |                   |       |        |
| 1945/46 | Nîmes Olympique        | Francja | Division 2        | 19    | 1      |

## Kariera reprezentacyjna
Gabrillargues został powołany na Mistrzostwa Świata. Francja na turnieju przegrała już w pierwszej rundzie z reprezentacją Austrii 2:3. Gabrillargues przesiedział ten mecz na ławce rezerwowych.
Gabrillargues zadebiutował w reprezentacji Francji 16 grudnia 1934 w meczu przeciwko Jugosławii, przegranym 2:3. Po raz ostatni w reprezentacji zagrał 24 stycznia 1937 w meczu przeciwko Austrii, przegranym 1:2. Łącznie Gabrillaegues w latach 1934–1937 wystąpił w drużynie narodowej w 9 spotkaniach.
| Mecze i gole w reprezentacji | Mecze i gole w reprezentacji | Mecze i gole w reprezentacji | Mecze i gole w reprezentacji | Mecze i gole w reprezentacji | Mecze i gole w reprezentacji | Mecze i gole w reprezentacji |
| #                            | Data                         | Miasto                       | Przeciwnik                   | Gol                          | Wynik                        | Rozgrywki                    |
| ---------------------------- | ---------------------------- | ---------------------------- | ---------------------------- | ---------------------------- | ---------------------------- | ---------------------------- |
| 1.                           | 16.12.1934                   | Paryż                        | Jugosławia                   |                              | 2:3                          | towarzyski                   |
| 2.                           | 24.01.1935                   | Madryt                       | Hiszpania                    |                              | 0:2                          | towarzyski                   |
| 3.                           | 17.02.1935                   | Rzym                         | Włochy                       |                              | 1:2                          | towarzyski                   |
| 4.                           | 17.03.1935                   | Paryż                        | III Rzesza                   |                              | 1:3                          | towarzyski                   |
| 5.                           | 27.10.1935                   | Genewa                       | Szwajcaria                   |                              | 1:2                          | towarzyski                   |
| 6.                           | 10.11.1935                   | Paryż                        | Szwecja                      |                              | 2:0                          | towarzyski                   |
| 7.                           | 12.01.1936                   | Paryż                        | Holandia                     |                              | 1:6                          | towarzyski                   |
| 8.                           | 09.02.1936                   | Paryż                        | Czechosłowacja               |                              | 0:3                          | towarzyski                   |
| 9.                           | 24.01.1937                   | Paryż                        | Austria                      |                              | 1:2                          | towarzyski                   |

## Kariera trenerska
Gabrillargues od 1942 pełnił rolę grającego trenera w zespole Nîmes Olympique. Po II wojnie światowej był jedną z osób, która reaktywowała klub FA La Rochelle.
Gabrillargues trenował także AAJ Blois (1956–1963), a następnie FC Montceau Bourgogne (1968–1969).

## Sukcesy
FC Sète
- Mistrzostwo Francji (1): 1933/34
- Puchar Francji (1): 1933/34